# 릭 거톰슨
릭 리 거톰슨(영어: Rick Lee Guttormson, 1977년 1월 11일 ~ )은 미국의 야구선수이다. 한국에서는 구톰슨이라는 등록명을 이용했으며, '구동순'이라는 한국식 별명도 갖고 있다.

## 미국 프로 야구시절
1997년 신인 드래프트에서 샌디에이고 파드리스의 22순위 전체 680위의 지명을 받고 입단한다. 입단 이후 주로 마이너 리그에서 활동하였고 선발 투수였다. 2004년 AA팀인 샌안토니오 팀에서 선발 투수에서 마무리 투수로 전향하여 1승25세이브를 거두었고, 그 해 겨울에 참가한 베네수엘라의 윈터 리그에서도 활약하여 2005년 시애틀 매리너스 스프링 캠프에 초청선수로 합류할 수 있었다. 그러나 메이저 리그 로스터 진입에는 실패하였고 마이너 리그 AAA팀에 남게 되었다. 당시 선발 투수진의 어려움을 겪고 있었던 일본 프로 야구 도쿄 야쿠르트 스왈로스 팀은 거톰슨의 활약에 주시하였고 이후 입단 계약을 체결하였다.

## 일본 프로 야구시절
2005년 야쿠르트 스왈로스에 입단한 후 2군 경기에 등판하여 4경기, 평균 자책 8.25를 기록하였다. 좋지 못한 성적이었지만 당시 1군 선발진이 부족한 팀 사정으로 1군으로 승격이 되었고 승격 이후 16경기 선발로 등판하여 8승 5패, 평균 자책 4.18을 기록하였다. 특히 센트럴 리그의 특성상 투수도 타석에 들어서게 되었는데, 주니치 드래건스의 에이스 투수였던 가와카미 겐신으로부터 홈런을 뽑아내기도 하였다.
2006년 5월 25일 메이지 진구 야구장에서 대 라쿠텐 골든 이글스 팀을 상대로 일본 프로 야구 사상 72명 째(횟수로는 83번째, 인터 리그전에서는 처음)가 되는 노히트 노런 게임을 기록하였다. 미국 프로 야구에서 마이너 리그 경기를 포함해서 거둔 첫 완봉승이 바로 노히트 노런 게임이 되었다. 하지만 외국인 선수 등록 운용으로 인해 그 날 경기 다음날에 바로 디키 곤잘레스 선수와 교체되어 1군 등록이 말소되었다. 2006년 시즌 9승 9패, 평균 자책점은 리그 6위의 성적인 2.85였다. 시즌 이후 야쿠르트 팀은 2년간 총액 7억엔의 조건으로 계약연장을 시도했지만 들쭉날쭉한 선발 등판 일정에 불만을 가져서 거절하였고 자유 계약 선수가 된다.
2006년 12월 14일 후쿠오카 소프트뱅크 호크스는 릭 거톰슨과의 입단 계약을 발표하였는데, 계약 기간 2년에 계약금과 연봉을 합쳐서 2억 5천만 엔이었다. 2007년 3월 9일, 시즌 전 시범경기에서 첫 선발 등판 경기 전 아침식사를 하던 중 나이프로 치즈를 자르다가 자신의 손을 베고 말았다. 이로 인해 오 사다하루 감독으로부터 주의 조치를 받았다. 그 해 8월 10일, 경기 후 가진 도핑 테스트에서 금지 약물(피나스테리드) 양성 반응을 보여 20일 출장 정지의 징계를 받았고, 소속 구단 소프트뱅크는 제재금 750만엔을 부과받았다. 거톰슨은 2007년 2월, 스프링캠프 도핑 설명회에서 구단 측에 피나스테리드를 포함한 발모제의 복용을 신청했지만 구단에서 따로 금지하지 않아서 계속 복용을 했다고 설명했지만 이후 구단 자체조사에서 전 소속팀인 야쿠르트 시절에도 구단으로부터 피나스테리드가 금지 약물에 해당한다라는 경고를 받았던 사실을 밝혀 내었다. 2007년 시즌은 5승 5패로 마감하게 된다.
2008년 시즌 초 마무리 투수 요원으로 시작했지만 곧 선발 투수로 보직이 변경되었고, 부상과 여러 가지 이유 등이 겹쳐 다시 5승 5패를 기록하였고, 시즌 후에는 제레미 파웰, 크리스 니코스키 등과 함께 방출되었다.

## KBO 리그시절
2009년 1월 KIA 타이거즈와 계약하였다. 아킬리노 로페스 선수와 함께 KIA 타이거즈의 원투펀치로 활약했다(2009시즌 26경기에 나와 13승 4패 평균자책 3.24를 기록)
2009년 한국시리즈에서 KIA 타이거즈의 우승 멤버로도 활약했지만 연봉 협상에서 조건이 맞지 않아 재계약이 결렬되어 KIA를 떠나게 되었다.

## 두 번째의미국 프로 야구시절
- 2010년 3월 2일, 필라델피아 필리스와 마이너 계약을 맺었다.

## 통산기록

### 일본 프로 야구
| 연도 | 소속팀   | 등판 | 선발 | 완투 | 완봉 | 무4구 | 승 | 패 | 세이브 | 홀드 | 승률 | 타자 | 이닝  | 피안타 | 피홈런 | 4구 | 고의 사구 | 사구 | 탈삼진 | 폭투 | 보크 | 실점 | 자책점 | 평균 자책점 | WHIP |
| ---- | -------- | ---- | ---- | ---- | ---- | ----- | -- | -- | ------ | ---- | ---- | ---- | ----- | ------ | ------ | --- | --------- | ---- | ------ | ---- | ---- | ---- | ------ | ----------- | ---- |
| 2005 | 야쿠르트 | 16   | 16   | 0    | 0    | 0     | 8  | 5  | 0      | 0    | .615 | 418  | 97.0  | 102    | 9      | 30  | 3         | 3    | 62     | 0    | 1    | 46   | 45     | 4.18        | 1.36 |
| 2006 | 야쿠르트 | 25   | 25   | 2    | 1    | 0     | 9  | 9  | 0      | 0    | .500 | 698  | 173.  |        |        |     |           |      |        |      |      |      |        |             |      |
| 2008 | 야쿠르트 | 18   | 13   | 2    | 0    | 0     | 5  | 5  | 0      | 0    | .500 | 426  | 100.0 | 104    | 11     | 35  | 5         | 4    | 51     | 0    | 2    | 48   | 45     | 4.05        | 1.39 |
| 통산 | 4시즌    | 81   | 75   | 5    | 1    | 0     | 27 | 24 | 0      | 0    | .529 | 2132 | 513.2 | 489    | 39     | 131 | 12        | 23   | 329    | 5    | 4    | 218  | 201    | 3.52        | 1.21 |

### 한국 프로 야구
| 년도 | 팀  | 평균자책 | 경기수 | 선발수 | 승리 | 패전 | 세이브 | 홀드 | 완투 | 완봉 | 이닝    | 피안타 | 피홈런 | 4사구 | 탈삼진 | 실점 | 자책점 | 비고 |
| ---- | --- | -------- | ------ | ------ | ---- | ---- | ------ | ---- | ---- | ---- | ------- | ------ | ------ | ----- | ------ | ---- | ------ | ---- |
| 2009 | KIA | 3.24     | 26     | 25     | 13   | 4    | 0      | 0    | 0    | 0    | 161 1/3 | 149    | 15     | 54    | 100    | 61   | 58     |      |